# Ivalo

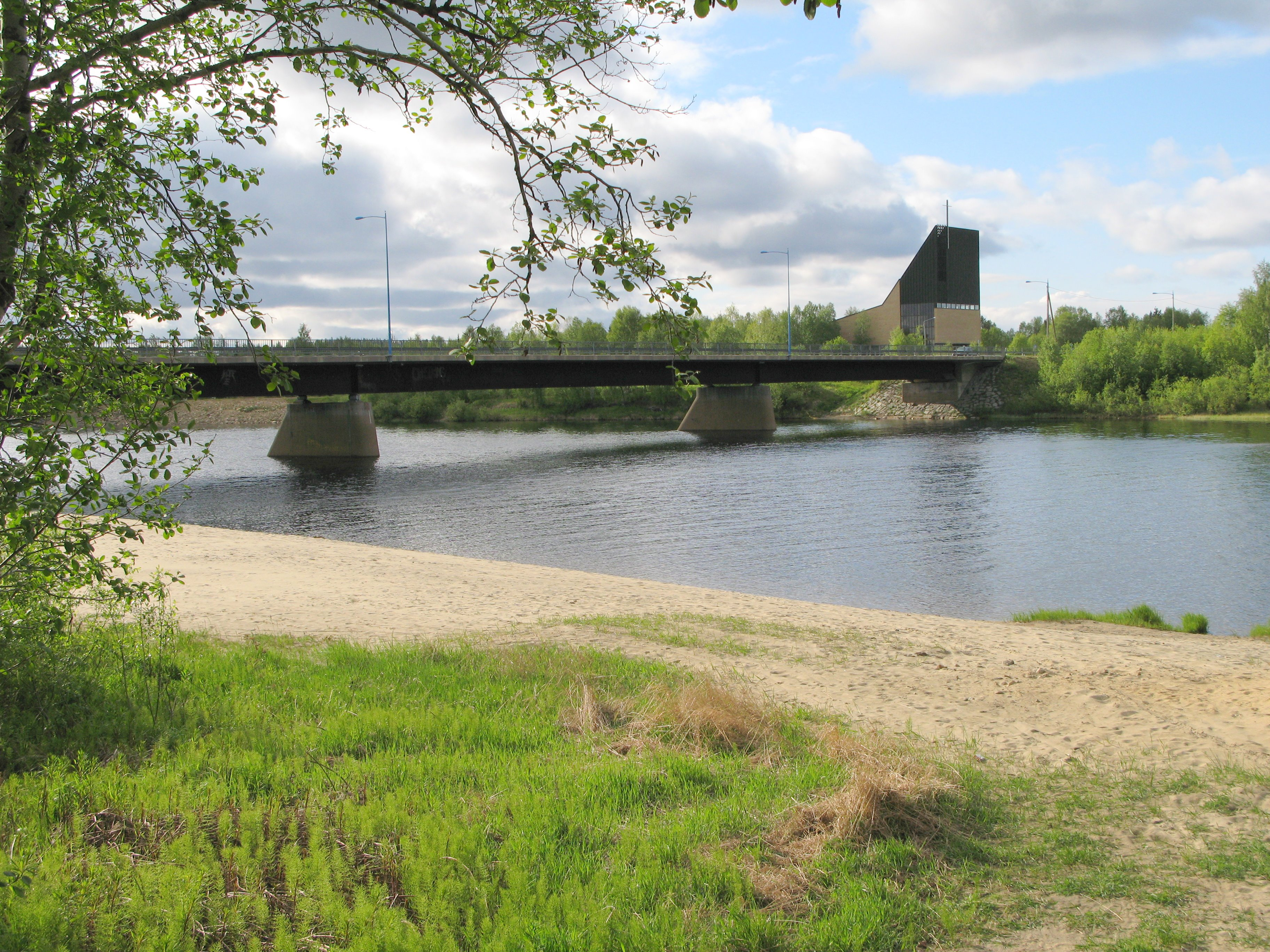
Az ivalói templom az Ivaló-folyóval

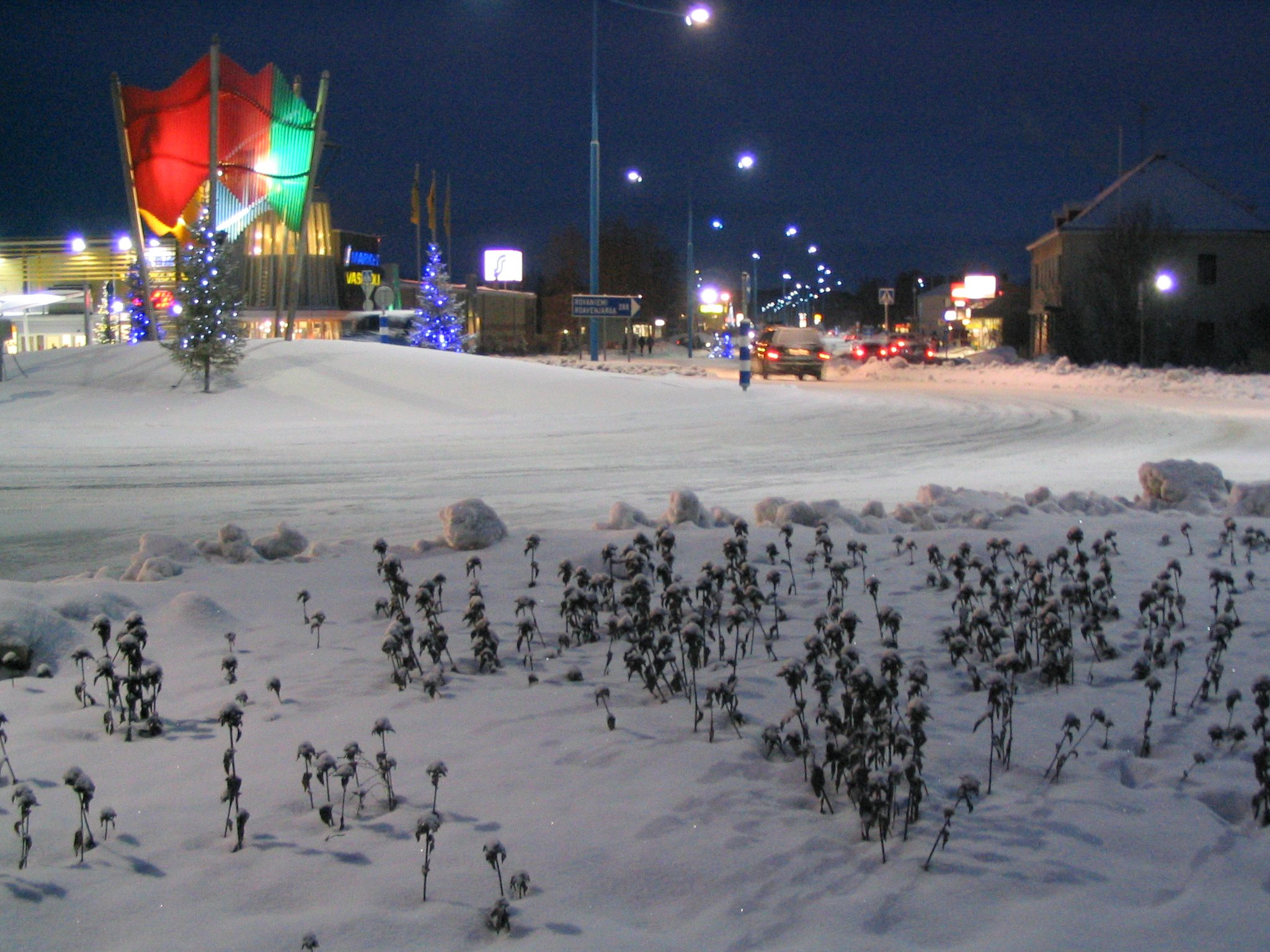
Ivalo központja

Ivalo (északi számi Avvil, kolta számi Âˊvvel, inari számi Âˊvvel) a legnagyobb településrész Inari község területén, Finnországban, Lappföldön. 2003-ban 3998 lakosa volt. Korábban Kyrö néven volt ismert. Ivalo Inari templomos falutól 38 km-nyire fekszik, az Inari-tó déli partján.

## Története
A 19. században az Ivalo mellett lévő folyó, az Ivalo-folyó aranyfolyóként volt ismert. A második világháború után a németek Lothar Rendulic vezérezredes vezetésével az egész települést felgyújtották.

## Közlekedés
Ivalótól délre található az ivalói repülőtér, amely Finnország legészakibb repülőtere, ez köti össze a térséget Helsinkivel.